# Neodexiopsis facilis
Neodexiopsis facilis är en tvåvingeart som beskrevs av Costacurta, Couri och Carvalho 2005. Neodexiopsis facilis ingår i släktet Neodexiopsis och familjen husflugor. Inga underarter finns listade i Catalogue of Life.